# Svenska exlibrisföreningen
Svenska Exlibrisföreningen (SEF) är en förening som vill öka intresset och sprida kunskap om exlibris (bokägarmärken). Föreningen, som på initiativ av hovkamrer Arvid Berghman bildades i december 1934, ger ut två publikationer, nämligen Svenska Exlibrisföreningens årsbok samt det kvartalsvis utkommande Exlibriscirkuläret. Medlemstalet uppgick vid slutet av det första verksamhetsåret till blott femtiofyra, den absoluta toppen nåddes år 1966 med 273 medlemmar, antalet runt 2010 har varit ca 130.
SEF är ansluten till den internationella exlibrisorganisationen FISAE, Fédération Internationale des Sociétés d'Amateurs d'Exlibris.
Föreningens ursprungliga uppgift var enligt stadgarna att verka för höjandet av intresset för exlibris. För att uppnå detta avsåg föreningen att:
- att arbeta för utgivandet av exlibrisskrifter och publicerandet av artiklar om exlibris,
- att bistå exlibrisintresserande vid komposition av exlibris och giva anvisning på lämpliga konstnärer för arbetets utförande,
- att förmedla bytesverksamhet mellan exlibrissamlare och för detta ändamål publicera samlarelistor,
- att bidraga till komplettering av Kungliga bibliotekets exlibrissamling samt
- att uppehålla kontakt med utländska exlibrisföreningar för gemensamt arbete till exlibrissakens fromma.

## Föreningens ordförande
- 2009–,     kommunalrådet Olle Reichenberg
- 1985–2008, patentkonsulten Lars C. Stolt
- 1973–1984, häradshövdingen greve Erik Spens
- 1961–1973, advokaten greve Fredrik Adlercreutz
- 1943–1960, affärsmannen kapten Carl A. Salmonson
- 1935–1942, boktryckeridirektören Hugo Lagerström